# Székelysárd
Székelysárd (1899-ig Sárd, románul Șardu Nirajului) falu Romániában, Maros megyében.

## Fekvése
Marosvásárhelytől 15 km-re keletre a Tompa-patak völgyében fekszik 2.5 km-re a tompai elágazótól. Nyárádszeredához tartozik.

## Története
1360-ban Saard néven említik. A 17. században pusztaként említik, később Daczó Gergely román jobbágyokat telepített be.
1910-ben 462, többségben magyar lakosa volt, jelentős román kisebbséggel. A trianoni békeszerződésig Maros-Torda vármegye Nyárádszeredai járásához tartozott. 1992-ben 403 lakosából 246 magyar, 123 román és 33 cigány volt.
Római katolikus temploma van, de lakói közül 123 református, 120 ortodox és csak 93 római katolikus.
Sokan állattenyésztéssel foglalkoznak (juh) és földműveléssel. A rajta végighaladó patak Székelytompa mellett torkollik a Nyárádba. Egy általános iskolája van.A  főútról letérve eljuthatunk Székelymosonba. A körülötte lévő erdők nagy része vegyes.

## Látnivalók

Református templom

- Református templom
- Ortodox templom
- Római katolikus templom
- Református kereszt
- Ortodox kereszt
- Római katolikus kereszt